# Hertsmere
Hertsmere este un district ne-metropolitan situat în Regatul Unit, în comitatul Hertfordshire din regiunea East, Anglia.

## Orașe din cadrul districtului
- Borehamwood
- Potters Bar